# La traditrice
La traditrice (Die Verräterin) è un cortometraggio muto del 1911 diretto da Urban Gad.

## Trama
Parla del tradimento di un distaccamento prussiano da parte della giovane nobile Yvonne, durante la guerra franco-prussiana.

## Produzione
Il film fu prodotto dalla Deutsche Bioscop GmbH (Berlin) per la Projektions-AG Union (PAGU). Venne girato nei Bioscop-Atelier Chausseestraße di Berlino.

## Distribuzione
Distribuito dalla Projektions-AG Union (PAGU), uscì nelle sale cinematografiche tedesche il 20 gennaio 1912 dopo una prima berlinese del 9 dicembre 1911. La G.W. Bradenburgh lo distribuì negli Stati Uniti con il titolo The Traitress o The Treacherous Woman. In Italia venne distribuito dalla Belzuno nel 1914.